# Primer Ministre d'Ucraïna
El Primer Ministre d'Ucraïna (ucraïnès Прем'єр-міністр України, Premier-ministr Ukraïni) és el cap de govern d'Ucraïna i presideix el Consell de Ministres d'Ucraïna, que és el màxim òrgan de la branca executiva del govern ucraïnès. L'actual Primer Ministre és Volodímir Hròisman, des del 14 d'abril del 2016.
Mentre deté el càrrec, el primer ministre gaudeix d'immunitat legal completa de tots els processos i actuacions judicials. L'oficina del primer ministre té la seu a l'edifici del Consell de Ministres al centre de Kíiv. El primer ministre rep un sou anual de 202.776 UAH (EUA $ 26,770 dòlars estatunidencs).

## Nomenament i destitució
El Primer Ministre és nomenat per la Rada Suprema d'Ucraïna arran d'una proposta del President d'Ucraïna. La candidatura és escollida i remesa al President per la coalició que té la majoria parlamentària (mínim de 226 vots afirmatius). Formalment, el President té 15 dies per a considerar la candidatura, però, la Constitució no diu res sobre si la candidatura pot ser rebutjada.
Abans de la reforma constitucional de 2004, el President no té límits en la seva elecció de la candidatura del Primer Ministre i la ratificació al parlament sol anar precedida de diversos dies de consultes completes i entrevistes dels candidats pels grups parlamentaris. L'aprovació pel legislatiu no és una mera formalitat. Alguns candidats van ser ratificats per un estret marge i un candidat pot ser rebutjat. Per exemple, el 1999 Valeri Pustovóitenko va quedar a 3 vots de ser reconfirmat després que va presentar la seva dimissió en la segona presa de possessió del president Leonid Kutxma. Kutxma va elegir Víktor Iúsxenko com a candidat alternatiu. Un altre exemple és la ratificació de Iuri Ekhanúrov (li faltaren 3 vots per ser ratificat i es va confirmar en el segon intent 2 dies més tard).

## Funcions i atribucions
El Primer Ministre encapçala la branca executiva del govern d'Ucraïna, el Consell de Ministres i les lleis aprovades pel Consell de Ministres. El Primer Ministre té l'autoritat per anunciar la seva candidatura a la Rada Suprema d'Ucraïna per al càrrec del ministeri (amb l'excepció del Ministre de Relacions Exteriors i el ministre de Defensa, que són proposats pel president). El primer ministre també podrà proposar les candidatures dels caps de les administracions regionals al President per a la seva consideració.
El primer ministre també pot referendar els decrets i les lleis aprovades pel president. La Constitució no diu res sobre la regulació exacta de la signatura. El Primer Ministre (i el ministre respectiu) són responsables de l'execució de les lleis aprovades pel Consell de Ministres.

## Cessament i dimissió
El Primer Ministre, així com qualsevol altre membre del gabinet, pot renunciar voluntàriament posant el seu càrrec a disposició del Parlament. Una renúncia del Primer Ministre comporta la renúncia de tot el gabinet. Després de l'aprovació de la Constitució vigent (1996), només el primer ministre Pavló Lazarenko ha perdut el seu càrrec d'aquesta manera.
Abans de la reforma constitucional, la decisió de la dimissió del primer ministre era presa generalment de manera unilateral pel president. Després de la reforma, el primer ministre només pot ser destituït pel Parlament. Formalment, la Rada Suprema ha d'aprovar una resolució de censura al gabinet, que haurà de desembocar en la dimissió del primer ministre. Tanmateix, el Parlament no pot posar la resolució sobre la votació fins després d'un any de l'aprovació del programa oficial del gabinet. Els gabinets de primers ministres Víktor Iúsxenko i Víktor Ianukòvitx van ser destituïts d'aquesta manera amb la denegació d'aquest últim a presentar la seva dimissió al President al·legant una violació de la condició del període d'un any. El gabinet de Iuri Ekhanúrov també havia estat formalment destituït, però la proposta parlamentària va ser posteriorment derogada.
Amb cada nova convocatòria del Parlament, el primer ministre (i el gabinet) estan obligats a dimitir. Mentre que el primer ministre no té un límit de termini, estan en funcions mentre duri la coalició de la majoria parlamentària. Si la coalició col·lapsa, aleshores s'ha de formar una nova coalició al Parlament (que pot o no pot proposar un nou primer ministre). Sempre que la coalició es mantingui, el primer ministre pot renunciar al càrrec quan la nova convocatòria parlamentària assumeixi el seu càrrec després de les eleccions parlamentàries regulars.